# Noeasy
Noeasy è il secondo album in studio della boy band sudcoreana Stray Kids, pubblicato nel 2021. Archiviato il 7 ottobre 2022 in Internet Archive.

## Tracce
1. Cheese – 3:02
2. Thunderous (소리꾼) – 3:03
3. Domino – 3:19
4. Ssick (씩) – 3:10
5. The View – 3:22
6. Sorry, I Love You (좋아해서 미안) – 2:58
7. Silent Cry – 3:30
8. Secret Secret (말할 수 없는 비밀) – 3:30
9. Star Lost – 3:35
10. Red Lights (강박; Bang Chan, Hyunjin) – 3:10
11. Surfin' (Lee Know, Changbin, Felix) – 3:11
12. Gone Away (Han, Seungmin, I.N) – 4:01
13. Wolfgang – 3:11
14. Mixtape: Oh (애) – 3:33

## Formazione
- Bang Chan (3Racha)
- Changbin (3Racha)
- Han (3Racha)
- Lee Know
- Hyunjin
- Felix
- Seungmin
- I.N